# Kopernikus-Realschule Bad Mergentheim
Die Kopernikus-Realschule Bad Mergentheim ist eine Realschule in Bad Mergentheim im Main-Tauber-Kreis in Baden-Württemberg.

## Geschichte

### Schule
Am 2. März 1961 beschloss der Gemeinderat der Stadt Bad Mergentheim die Errichtung des Mittelschulzuges. Dieser wuchs dann im Rahmen der Alten Volksschule zur selbständigen Realschule heran, bis sich im Jahre 1965 eine eigenständige Realschule entwickelte. Die Realschule war zunächst in den Räumen der Alten Volksschule, im sogenannten Progymnasium am Markt, untergebracht. Nachdem das Deutschorden-Gymnasium Bad Mergentheim im Jahre 1969 in einen Neubau umzog, konnte das Gebäude gegenüber der Alten Volksschule mitbenutzt werden.
Bereits seit dem Schuljahr 1967/68 wurde eine bis heute bestehende Abendrealschule als eine in die Realschule integrierte Institution eröffnet, die jungen Erwachsenen die Möglichkeit bietet, den Realschulabschluss neben dem Beruf in Abendkursen nachzuholen. Die Abendrealschule wurde von der Kolpingfamilie ins Leben gerufen.
Am 20. September 1973 stimmte der Gemeinderat dem Bau einer neuen Realschule mit einer angeschlossenen städtischen Großsporthalle endgültig zu. Bis zum ersten Spatenstich am 20. April 1980 sollten noch über sechs Jahre vergehen, womit der Neubau der Realschule verwirklicht werden konnte. Am 16. August 1982 konnte die Realschule das neue  Gebäude am heutigen Standort beziehen und am 17. September 1982 wurde der Realschulneubau eingeweiht. Die Realschule hatte damit endlich passende räumliche Voraussetzungen. Im Jahre 1996 wurde das Stammhaus um einen Erweiterungsbau ergänzt, der die Klassenzimmer der Fünftklässler beherbergt.
Bis zum Schuljahr 2002/2003 ermöglichte die Abendrealschule mehr als 200 Teilnehmern den Realschulabschluss.
Im Jahre 2007 wurde das Stammhaus um einen weiteren Erweiterungsbau ergänzt, der im Zuge der Einrichtung des Betriebs einer Ganztagsschule an der Kopernikus-Realschule Bad Mergentheim errichtet wurde.

### Schulleitung
Folgende Personen waren Schulleiter der Kopernikus-Realschule Bad Mergentheim:
| Amtszeit  | Schulleiter  |
| --------- | ------------ |
| 1989–2009 | Franz Adam   |
| Seit 2009 | Heiko Knebel |

## Schulabschluss
Die Schüler werden zum Mittleren Bildungsabschluss der Realschule (Mittlere Reife) geführt.

## Schulleben und Besonderheiten
An der Kopernikus-Realschule Bad Mergentheim bestehen folgende Angebote im Schulleben, Besonderheiten und sonstige Schwerpunkte:
- Offene Ganztagesschule[6]
- Bilingualer Unterricht[7]
- Berufsorientierungs-Konzept[8]
- AG-Angebote[9]
- Schülerzeitung[10]
- Lernbetreuung[11]
- Cafeteria[12]